# Bundesverband rechtswissenschaftlicher Fachschaften
Der Bundesverband rechtswissenschaftlicher Fachschaften e.V. (BRF) ist der Dachverband rechtswissenschaftlicher Fachschaften an Universitäten und Fachhochschulen in Deutschland. Er ist 2012 aus der Bundesfachschaftentagung Rechtswissenschaften (kurz: BuFaTa Jura) hervorgegangen, die bis zur Vereinsgründung ein nicht-rechtsfähiger Zusammenschluss von Fachschaftsgruppen mit wechselndem Teilnehmerkreis war und fortan die Mitgliederversammlung des Vereins darstellt.
Der BRF vertritt die hochschulpolitischen Interessen seiner Mitglieder bundesweit gebündelt, unabhängig und überparteilich gegenüber regionalen und überregionalen Institutionen. Er repräsentiert damit rund 120.000 Jurastudierende in Deutschland.

## Geschichte
Die erste Bundesfachschaftentagung nach dem Vorbild anderer Fächer fand im Jahr 1980 als eher loser Informationsaustausch einiger fachschaftlich aktiver Studierender statt. Schon zuvor hatte es eine Fachgruppe Rechtswissenschaft innerhalb der Deutschen Studentenschaft sowie von 1949 bis 1969 einen Fachverband Rechtswissenschaft innerhalb des Verbands Deutscher Studentenschaften (VDS) gegeben.
Unter dem Eindruck des Bologna-Prozesses und seiner möglichen Auswirkungen auf die Juristenausbildung trafen sich im Jahr 2009 abermals Studierende zur Bundesfachschaftentagung in Leipzig. Auf dem nächsten Treffen im Jahr 2011 beschlossen die Studierenden neben der Verbandsgründung, dass künftige Treffen im Jahresrhythmus erfolgen sollen. Nach einer rund einjährigen Vorbereitungsphase wurde der BRF am 11. Mai 2012 an der Bucerius Law School in Hamburg gegründet und am 31. Juli 2012 unter der VR 21545 in das Vereinsregister des Amtsgerichts Hamburg eingetragen. Ziel war es, dem bis dato losen Zusammenschluss eine verbindliche und rechtlich eindeutige Struktur zu geben, um auch nach außen als existentes Gremium auftreten zu können und eine kontinuierliche Fortentwicklung des Verbands und seiner außenwirksamen Arbeit anzustoßen. Die erste Bundesfachschaftentagung neuerer Zählung fand 2012 in Hamburg statt und widmete sich dem Thema Qualitätsoffensive Schwerpunktexamen und erste juristische Prüfung. Seit der Vereinsgründung stellt die Bundesfachschaftentagung das oberste Organ des BRF dar und wird an wechselnden Universitätsstandorten abgehalten. In den vergangenen Jahren zeichneten Leipzig, Heidelberg, Hamburg, Wiesbaden, Bayreuth, Kiel, Passau, Mannheim, Münster, Hannover, Bielefeld und Berlin für die Durchführung verantwortlich.
2022 feiert der Bundesverband rechtswissenschaftlicher Fachschaften e.V. sein zehnjähriges Vereinsjubiläum.

## Aufgaben und Ziele
Der Verband versteht sich als demokratisch, überparteilich und unabhängig. Ziel des Verbandes ist es, die Interessen der Jurastudierenden in Diskussions- und Reformprozessen rund um die universitäre Ausbildung gebündelt auf Bundesebene zu vertreten. Zudem steht die Vernetzung der Fachschaften untereinander im Fokus des Vereins. Die bisher durchgeführten Bundesfachschaftentagungen haben gezeigt, dass die dezentrale Organisation der Juristenausbildung aus studentischer Sicht deutliche Qualitätsunterschiede in der Lehre hervorruft. So existieren 16 verschiedene Landes-Juristenausbildungsordnungen, die ihrerseits den Hochschulen erhebliche Spielräume lassen, wie die Ausbildung organisatorisch und inhaltlich ausgestaltet werden darf. Der Verband soll u. a. Vorzüge einzelner Landes- und Hochschulregelungen vortragen, als einheitlichen Standard definieren und die Ergebnisse in den (hochschul-)politischen Willensbildungsprozess einbringen. Langfristiges Ziel ist die Vereinheitlichung, Vergleichbarkeit und Qualitätssicherung der juristischen Ausbildung. Zur Erreichung dieser Ziele steht der BRF im Kontakt mit den Landesjustizprüfungsämtern und Justizministerien.
Der Verband kooperiert darüber hinaus unter anderem mit dem Deutschen Juristen-Fakultätentag, mit der Hochschulrektorenkonferenz sowie mit dem Deutschen Juristentag, auf deren Veranstaltungen der BRF in den letzten Jahren vertreten war. Zudem ist der BRF seit Mai 2012 auf der JURAcon Frankfurt und München als Aussteller und Kooperationspartner vertreten.
Zu den großen Themen des BRF zählen die Harmonisierung der Prüfungsordnungen, mit besonderem Fokus auf der Angleichung der Freiversuchs-/Verbesserungsversuchsregelungen, die Reduzierung des Psychischen Drucks, bspw. durch die Einführung des integrierten Bachelor of Laws, und der Erhalt des Schwerpunkts und der Gesamtnote.
Zu letzterem Thema war der Bundesverband rechtswissenschaftlicher Fachschaften e.V. im Rechtsausschuss des Bundestags als Sachverständiger, als es um die Änderung des DRiG und den Änderungsantrag des Bundesrat zur Abschaffung der Gesamtnote ging.
Im Rahmen der Corona-Pandemie setzte sich der BRF verstärkt für digitale Lehre ein und rief eine Seite zum Selbststudium ins Leben, auf der Angebote von Universitäten aus ganz Deutschland gelistet sind - rund um das Jurastudium und zu allen Rechtsgebieten. Auch rief der Verband die Initiative „Die Zukunft ohne Perspektive“ ins Leben, um auf die missliche Situation und Perspektivenlosigkeit vieler Studierenden während der Corona-Pandemie aufmerksam zu machen. Hierzu verfasste der Verband einen Offenen Brief an die Politik für gezielte Konzepte für die Rückkehr in die Präsenzlehre, der – nicht nur unter Jurastudierenden – auf viel Resonanz stieß.

## Veranstaltungsreihe und Themenwochen
Der Bundesverband rechtswissenschaftlicher Fachschaften hat die Möglichkeit, die sich im Rahmen der Corona-Pandemie bot, genutzt und eine Veranstaltungsreihe rund um Jura(-studium) und Recht ins Leben gerufen. In diesem Rahmen wurden unter anderem Veranstaltungen mit Katarina Barley, der ARD-Rechtsredaktion und Frank Bräutigam, Arbeiterkind.de und Philipp Amthor durchgeführt. Im Juni/Juli 2021 veranstaltete der Verein außerdem eine Vortragsreihe zum NS-Justizunrecht, in Kooperation mit der Landesfachschaft NRW.
Seit 2019 veranstaltet der Verein regelmäßig Themenwochen rund um Studium, Lehre und Recht. So fanden bereits Themenwochen zu „Europa“ statt, zu Psychischer Gesundheit im Studium oder zu Kritisch Studieren, oftmals unterstützt durch die Mitglieds- und Landesfachschaften sowie durch weitere externe Akteure und Experten.

## Mitgliederstruktur
Mitglieder des BRF sind die juristischen Fachschaften der Hochschulen. Da die Rechtspersönlichkeit der Fachschaften aufgrund landesrechtlicher Bestimmungen von Bundesland zu Bundesland unterschiedlich ist, können laut Satzung alle Arten von Fachschaften (Gliedkörperschaften des öffentlichen Rechts, rechtsfähige Vereine, nicht-rechtsfähige Vereine oder sog. BGB-Gesellschaften) eintreten.
Da durch den Bologna-Prozess zunehmend auch an Fachhochschulen neue Studiengänge mit rechtswissenschaftlichem Bezug entstanden sind, hat sich der BRF ausdrücklich für die Aufnahme von FH-Fachschaften ausgesprochen.
Der Verein zählt derzeit 42 Mitgliedsfachschaften und -fachschaftsräte aus dem gesamten Bundesgebiet.
Der BRF steht des Weiteren in engem Austausch mit den Landesfachschaften, auch wenn diese keine Mitglieder des BRF sind.

## Finanzierung
Der BRF erhebt keine verpflichtende Mitgliedsgebühr von seinen Mitgliedern und finanziert sich ausschließlich aus Drittmitteln in Form von Zuwendungen. Der Verein ist vom Finanzamt Hamburg-Nord als gemeinnützig anerkannt worden.

## Gremien

### Vorstand
Der Vorstand besteht aus sieben Personen, darunter dem Vorsitzenden und einem Stellvertreter sowie den Vorständen für Finanzen, Sponsoring und Kooperationen, IT, inhaltliche Koordination und Tagungen.
Den Vorstand des Amtsjahres 2023/24 bilden Frederik Janhsen (Vorsitz), Emilia De Rosa (stellv. Vorsitz und Öffentlichkeitsarbeit), Illya Babkin (Finanzen), Felix Porzner (Sponsoring und Kooperationen), Marie Noel Poff (IT), Tiago Sartingen (Inhaltliche Koordination) und Emily Pollmeier (Tagungen).

### Weitere Gremien
Als weitere Gremien existieren der Finanz- und Kassenprüfungsausschuss, der die wirtschaftlichen Aktionen des Vorstands überwacht, der Beirat, sowie verschiedene Projektgruppen und Kommissionen. Besonders hervorzuheben ist die Arbeitskreiskonferenz (kurz: AKK), die für die inhaltliche Arbeit des Vereins zuständig ist. Die AKK besteht aus sechs Arbeitskreisen: den AKs Juristische Ausbildung 1–3, dem AK Studium und Lehre, dem AK Hochschulwesen und dem AK Umfragen, die sich mit Fragen rund um Inhalte des Studiums, Rahmenbedingungen und Berufsmöglichkeiten beschäftigen.

## Alumni-Arbeit
Das Ehemaligen-Netzwerk des Bundesverbands rechtswissenschaftlicher Fachschaften e.V. befindet sich seit 2020 im Aufbau. Auf der Bundesfachschaftentagung 2021 fand das erste, digitale Treffen für Alumni und Alumnae des BRF statt. Organisiert vom Beirat kamen dort Ehemalige des BRF zusammen, um alte Kontakte aufleben zu lassen und neue zu knüpfen.

## Bundesfachschaftentagung
Die Mitgliederversammlung des Vereins trägt den Namen Bundesfachschaftentagung (BuFaTa). Die BuFaTa wird jeweils von einer Fachschaft ausgerichtet, die alle deutschen Fachschaften an ihre Universität einlädt. Für die Planung der BuFaTa sowie die Koordination der Tagung innerhalb des Vorstands ist der Vorstand für Tagungen verantwortlich. Dieser wird zusammen mit dem restlichen Vorstand auf der BuFaTa gewählt, die Fachschaften nehmen also einen gewissen Einfluss darauf, wo die Tagung im kommenden Amtsjahr stattfindet.
Die Bundesfachschaftentagung 2021 - ausgerichtet von den Berliner Fachschaften - war die 10. BuFaTa, die unter der Schirmherrschaft und Organisation des BRF in seiner heutigen Form organisiert wurde.
Abgesehen von dem Vorläufer in den 1980er Jahren fanden in jüngster Zeit folgende Bundesfachschaftentagungen statt:
| Ort        | Jahr | Ausrichter                                                                                     | Motto                                                                             |
| ---------- | ---- | ---------------------------------------------------------------------------------------------- | --------------------------------------------------------------------------------- |
| Leipzig    | 2009 | Fachschaftsrat Jura der Universität Leipzig                                                    | Die möglichen Auswirkungen des Bologna-Prozesses auf die Juristenausbildung       |
| Heidelberg | 2011 | Fachschaftsinitiative Jura der Ruprecht-Karls-Universität Heidelberg                           | Alternativen zu Bologna – Zukunft der Juristenausbildung                          |
| Hamburg    | 2012 | Fachschaftsrat Jura der Universität Hamburg und Studierendenvertretung der Bucerius Law School | Qualitätsoffensive Schwerpunktexamen und erste juristische Prüfung                |
| Wiesbaden  | 2013 | Studierendenvertretung der EBS Universität für Wirtschaft und Recht                            | Das moderne Jura-Studium                                                          |
| Bayreuth   | 2014 | Fachschaft der Rechts- und Wirtschaftswissenschaftlichen Fakultät der Universität Bayreuth     | -                                                                                 |
| Kiel       | 2015 | Fachschaftsvertretung Jura der Christian-Albrechts-Universität zu Kiel                         | -                                                                                 |
| Passau     | 2016 | Fachschaft Jura der Universität Passau                                                         | Die soziale Seite des Studiums                                                    |
| Mannheim   | 2017 | Fachschaft Jura der Universität Mannheim                                                       | Das Rätsel der verschwundenen Studierenden                                        |
| Münster    | 2018 | Fachschaft Jura der Westfälischen Wilhelms-Universität Münster                                 | Weichenstellung im Jurastudium                                                    |
| Hannover   | 2019 | Fachschaft Jura der Gottfried Wilhelm Leibniz Universität Hannover                             | Jura - Grenzenlos                                                                 |
| Bielefeld  | 2020 | Fachschaft Jura der Universität Bielefeld                                                      | Jurastudium 4.0 - Im Wandel der Effektivitätssteigerung durch die Digitalisierung |
| Berlin     | 2021 | Fachschaften Jura der Freien Universität Berlin und der Humboldt-Universität zu Berlin         | Gute Lehre                                                                        |
| Hamburg    | 2022 | Studierendenvertretung der Bucerius Law School                                                 | Modernisierung des Jurastudiums                                                   |
| Tübingen   | 2023 | Unabhängige Liste Fachschaft der Eberhard Karls Universität Tübingen                           | Selbstbestimmt studieren (Let’s make our voices heard)                            |

## Weitere Tagungen
Neben der Bundesfachschaftentagung richtet der BRF zwei weitere Tagungen pro Amtsjahr aus, die sogenannten Zwischentagungen. Auf diesen kommen Fachschaftsvertreter aus allen Mitgliedsfachschaften zusammen, um inhaltlich relevante Themen rund um Studium und Lehre zu diskutieren.